# 俺の脳内選択肢が、学園ラブコメを全力で邪魔している
『俺の脳内選択肢が、学園ラブコメを全力で邪魔している』（おれののうないせんたくしが、がくえんラブコメをぜんりょくでじゃましている）は、春日部タケルによる日本のライトノベル作品。イラストはユキヲが担当。角川スニーカー文庫より2012年1月から2016年2月まで刊行された。略称は「のうコメ」。2018年10月時点でシリーズ累計部数は80万部を記録している。
メディアミックスとして、『ファミ通コミッククリア』および『月刊コンプティーク』にてコミカライズ版が連載された（#漫画版参照）。2013年10月から12月にかけてテレビアニメが放送された。

## あらすじ
茨城県水戸市に住む高校生の甘草奏は「絶対選択肢」と自ら名づけた望まない能力のせいで、変態じみた行動を余儀なくされる日々を送っていた。そのせいで容姿はいいのに全くモテず、惨憺たる学園生活を送っていた。しかし、ある日「絶対選択肢」を捨てる鍵を握る存在・ショコラと出会い、選択肢に振り回されながらもアクションを起こしていく。それは一方で、彼を表す「お断り5」なる不名誉な称号にもかかわらず、少なからず彼に好意を寄せるヒロイン達や、ショコラを取り巻く超人間的な存在の思惑も巻き込んだ一大騒動記の幕開けでもあった

## 登場人物

### 主要人物
甘草 奏（あまくさ かなで）
声 - 豊永利行、葉山いくみ（女性変身時）
本作の主人公。晴光学園高校2年生。頭の中に二択以上の選択肢が浮かび、如何なる内容であってもどちらかを選ばねばならない『絶対選択肢』を持っている。己の容姿が優れていることは自覚しているが、美女達に囲まれるという鈍感系主人公、その一方で自分に都合が良くても他人を傷つけてしまう選択肢は選ばないという常人には真似できない美徳の持ち主。こういった点ではそれなりに人格者であるため、変態的行動をとっても謳歌やゆらぎからは人間として好かれている。
かなりの美男子ではあるが、『絶対選択肢』により奇行をさせられた結果、変態扱いされ、後述する「お断り5」の1人になってしまった。一人暮らしだったが、ショコラと同居を始め、携帯に届くミッションをクリアすることに励む生活を送っている。
3年前の中学時代に、家族での旅行（バスツアー）で出会った天上空という少女に好意を持ち（これが奏の初恋であった）、勇気を振り絞って告白した。しかし、旅行最終日の展望公園で空に真実を告げられ、激しく傷ついた奏はバスツアーの記憶をなくしてしまう。以後この出来事を思い出すことはなくなり、それでいながら無意識のうちに恋愛に関してのトラウマを植え付けられた。
ショコラ
声 - 佐土原かおり
本作のヒロインの1人。アホ毛が1本あり、うれしい時は常に犬の尻尾のように動かす。金髪の長髪で碧眼、スタイルも良いかなりの美少女。「絶対選択肢」に苦しむ奏を助けるために神から遣わされた神の僕。本来は優秀であるが原因不明の記憶喪失となり、役たたずになってしまっている。日々お菓子を食べるか、奏が掘られている様をよく妄想している、所謂「腐女子」である可能性が高い。時々衝撃を受けることで記憶が戻ることがある。記憶が戻ると、いつもとは違い少食になる、言葉遣いが達者になる、行動が大胆になる等、いつもとはかなり異なる形になる。

### 晴光学園

#### お断り5
雪平 ふらの（ゆきひら ふらの）
声 - 近藤唯
本作のヒロインの1人で、お断り5の1人。2年生で奏のクラスメイト。冷徹な美少女だが、毒舌家で冷静に変態発言を繰り返す変人でもある。スレンダー体型で、自他ともに認める貧乳にコンプレックスを持つ。しかし、毒舌家で変態発言をするというのは彼女の仮の姿であり、実は引っ込み思案で気が弱く、「可愛いもの」好きという素の姿がある。幼い頃から引っ込み思案であるが、父親の転勤を機に今までの自分を卒業、いわゆる「高校デビュー」をしようとした結果、あの性格になってしまったという。週に一回学校の屋上で、一週間の自分を反省する「一人反省会」なるものを行っており、この時は素の話し方で話している。
遊王子 謳歌（ゆうおうじ おうか）
声 - 辻あゆみ
本作のヒロインの1人で、お断り5の1人。2年生で奏のクラスメイト。大企業UOGの社長令嬢。柔風小凪とは友人関係。小柄なダイナマイトボディの持ち主で自他ともに認める巨乳。黒髪のロングヘアーで、黒のニーソックスにブーツを履いている。お断り5入りしていることは特に気にしていない。どこか子供のような行動･言動をする。運動能力はずば抜けており、春麗のスピニングバードキックを途中で静止したような格好になることも出来るらしい。いつも快活で強気な反面、怖い物全般が苦手で、お化け屋敷などが大の苦手である。また、奏をわざと性的に挑発・誘惑したりもするが、実際にハプニングで奏にパンツなどを見られてしまったりすると、途端に恥ずかしがってパニックに陥り逃げ出してしまう。
箱庭 ゆらぎ（はこにわ ゆらぎ）
声 - 大空直美
奏の幼馴染。晴光学園に編入してきた女子生徒。「妹」であることに絶対的な存在価値を見出し、周りの全ての人間を「姉・兄」のように扱う性癖の持ち主。奏に対しても例外でなく、変態的な「妹」としての好意を押し付ける。
夢島 カラス（ゆめしま カラス）
声 - 岩崎征実
2巻より登場。お断り5の1人。3年生の男子生徒。お断り5の中でも屈指の変人と呼ばれる。顔に包帯を巻いており、素顔を隠している。その理由は常に「エロ目」になってしまうかららしい。
密 秘（ひそか ひめる）
3巻よりエピローグ及び4巻より登場。お断り5の1人。3年生の女子生徒。茶髪のロングで垂れ目、かなりの巨乳である。どこか中性的な話し方をする。恋愛クラッシャーの異名を持つが、秘本人に他人の恋愛を壊してやろうという意思はない。放送禁止用語レベルのことを普通に話す。本人曰く「全身が猥褻物」。
解川 真理咲（とくがわ まりさ）
7巻より登場。お断り5の1人。眠たげな瞳とだぼだぼなカーディガンが特徴の女子生徒。知的好奇心が強く、答えを知るための行動があまりにぶっ飛んでいることから、お断り5に選ばれている。「レッツ真理」が口癖。けんじというニートの兄がおり、よく話のネタにする。見た目とは裏腹に、運動神経は良いが、持久力はまったくない。
爆ノ内 火恋（ばくのうち かれん）
7巻より登場、お断り5の1人。女子のお断り5でも一番のヤバさと噂される女子生徒。燃えるような赤髪と関西弁が特徴。「恋愛研究」と称し、運命の人を見つけるために初対面の男子生徒を四つん這いやブリッジ姿で追い掛け回し、漫画や雑誌の恋愛知識を躊躇無く実行する痛い人物。

#### 表ランキング勢
黒白院 清羅（こくびゃくいん せいら）
声 - 五十嵐裕美
3年生の女子生徒。女子の人気投票1位のカリスマで、晴光学園の生徒会長。奏に対して、絶対選択肢や神の存在と、その鍵を知っているかのような謎の行動をとったり、周りには奏と付き合っているように振る舞ったりと、幻惑的な性格を見せている。その正体はショコラと同じく神の僕。仕え先は空。
爽星 素直（さわぼし すなお）
7巻より登場。本作のヒロインの1人。2年生の女子生徒。女子の人気投票では2位。黒髪おさげの清楚な見た目で、その容姿や性格から会長に次ぐ人気を得ている。しかしそれは猫を被っているだけで、本性は汚い言葉でしゃべり、他人を見下し、現在の地位に留まるためなら何でもする腹黒い女子。
柔風 小凪（やわかぜ こなぎ）
声 - 味里
2年生の女子生徒。女子の人気投票で3位を獲る容姿と、温厚・柔和な性格を兼ね備えたアイドル的な存在。男子からの人気が高く、彼女の親衛隊も存在する。
チチル・ニューミルク
7巻より登場。3年生の女子生徒。女子の人気投票では4位。欧米系の容姿だが、なぜか語尾に「アル」と付けて話している。そのギャップやフレンドリーな性格、さらに麗華堂を凌ぐほどの爆乳（彼女と違いこちらは天然物）から人気が高い。
麗華堂 絢女（れいかどう あやめ）
声 - 松嵜麗
2年生の女子生徒。女子の人気投票では5位。ドS気質で、高いプライドを持つ女王様キャラ。凄まじい爆乳の持ち主だが、秘密裏に整形したものと奏に悟られている。また、プライドの高いキャラも本来の性格ではなく、好意を寄せる幼馴染の好む容姿とキャラに合わせて作ったものである。
獅子守 想牙（ししもり そうが）
声 - 近藤孝行
3年生の男子生徒。男子の人気投票で堂々の1位に君臨するイケメン。生徒会の副会長を務めている。なお、妹が5人もおり、家では苦労しているらしい。作中での言動からも、お断り5を嫌っており、特に数々の奇行を繰り返す奏のことは、生徒会に数多くの苦情が来ていることもあって蛇蝎の如く忌み嫌っている。
吉原 桃夜（よしわら とうや）
声 - 山本和臣
1年生の男子生徒。正確にはまだ表ランキング入りしていないが、次期表ランキングの有力者と目されている。本人はかなりの女好きで、彼女が約10人ほどいるが、本人曰く「みんな平等に愛する」とのこと。
陽交 差月（ひまじり さつき）
声 - 藏合紗恵子
奏のクラスの委員長をしている女子生徒。地味めな眼鏡をかけた大人しい女の子だが、隠れファンは多い。男子同士で水着のレスリングをすることに嬉々とした表情をしている。

#### その他の生徒
藤堂 さくら（とうどう さくら）
声 - 蓮岳大
柔風小凪親衛隊の隊長。小凪本人からは親衛隊の存在自体を認識されていないどころか、自分に近付く男子を変態扱いして度々暴力を振うなど、小凪の人間関係に大きな悪影響をもたらしているために、酷いことをする集団として激しく嫌われている。奇行の多い奏を変態扱いし、度々暴行を行っているが、裏で小凪にいやらしい下着を送りつけたりと、自身も破廉恥極まりない行動を取っている。
宮澄 太一（みやすみ たいち）
声 - 白川周作
晴光学園の放送部長。表ランキングとお断り5の対決の際に司会兼実況を務めた。ちなみに解説役は宴先生。
黒須 美里（くろす みさと）
宮澄の後任になった放送部長。表ランキングとお断り5を決める投票イベントの際に実況を務めた。
愚呂沢 明奈（ぐろさわ あきな）
奏のクラスメイトで、眼鏡を掛けた女子生徒。演劇部に所属しており、将来の夢は映画監督になること。
山田アッ!太郎
甘草奏の貞操を狙っている男子。権堂大子と、激しい戦いの末に仲が良くなった。

#### 教師
道楽 宴（どうらく うたげ）
声 - 矢島晶子
奏のクラスの担任で、『絶対選択肢』を持っていた過去から奏の事情を知っている貴重な存在。極道のようなガラの悪いしゃべり方を好む。三十路間近ながら、容姿は小学生かと思うほど非常に幼く、本人もそれを気にしている。以前は絶対選択肢の能力を持っていたが既に解除済みである。だが、絶対選択肢の解除方法などの奏の知らない情報を伝えようとすると、今でも激しい頭痛が起こり、情報に規制がかけられてしまう。免許を取得しておりミニバンを所有、ドリフトの腕は一流であり、その身長で外からだと顔が見えない事から地元の走り屋の間では「峠のデュラハン」「水戸街道の首無しドライバー」として有名。

### 家族関係
甘草 虎児郎（あまくさ こじろう）
甘草奏の父親。常にボケ体質で、奏との電話の最中でもくだらない会話を繰り広げる。妻との仲は良く、人目もはばからず二人でイチャイチャしている。
甘草 調（あまくさ しらべ）
甘草奏の母親。夫の虎児郎に輪を掛けたボケ体質で、しかもそのボケはかなりつまらないため、奏も辟易している。
雪平 るもい（ゆきひら るもい）
雪平ふらのの母親。ふらのとそっくりであるらしいが、巨乳。かなりの毒舌家である。娘のふらのや夫の大地にも毒舌（もちろん冗談であるが）で話す。大地にはベタ惚れの様子で、たまにデレる。ふらのの理想の夫婦像らしい。
雪平 大地（ゆきひら だいち）
雪平ふらのの父親。下ネタが大好きであるらしく、妻であるるもいや娘のふらのにも常日頃から下ネタを話すが、るもいに対する愛の言葉は直球で、毒舌家のるもいをデレさせてしまうほど。
遊王子 謳真（ゆうおうじ おうま）
遊王子謳歌の父親。大企業UOGの社長。漆黒のスーツを着こなし、20代にも見えなくもない若々しい外見をしたイケメンだが、性格は謳歌に輪を掛けて子供っぽく、自他共に認める変態。謳歌と同じく、ずば抜けた運動能力を持ち、身体が有り得ない方向に曲がる程柔軟でもある。宴先生とは学生時代の知り合いで恋愛相談も受けていたらしく、彼女を「宴氏」と呼んでいる。しかし、現在の彼女からは嫌われており、「人を舐め腐った野郎」と評されている。
遊王子 響歌（ゆうおうじ きょうか）
声 - ささきのぞみ
遊王子謳歌の母親。元アイドルで、今は知的で聡明なニュースのコメンテーター。実はかなりのドM気質。

### 神
数多く存在する平行世界の中で、奏達のいる世界の担当になった八百万の神。
チャラ神
声 - 立花慎之介
八百万の神のうちの1柱であり、しばしば奏と連絡を取っている、自称キャバクラ担当の神で奏はこの神をチャラ神と呼んでいる。前任者の引き継ぎがなかったことで事情を深く知るわけではなく、性格は適当・不真面目・軽薄そのもの。
性格以外はそれなりにまともなため管理下で重大なトラブルが起こればきっちり対処に出向く一面もある。なんだかんだで奏には能動的に情報提供をしており、奏が選択肢を誤らないことを願っている。
前任者
八百万の神のうちの1柱であり、奏の世界を一代前に担当し、不倫の末の妊娠で、相手の奥さんから「このドロボウねこ！」といわれ引きこもっている神。この神が遣わしているのがショコラ。実はチャラ神が奏にまともな協力が出来ないのは彼女が後任者への引き継ぎをしなかったことが一因であり、天上空にも劣らない無責任っぷりを発揮している。
恋愛を司る神
八百万の神のうちの1柱であり、かつて奏のいる世界を担当し絶対選択肢を生み出した高位の神。奏が絶対選択肢を持つ原因であり、恋愛を司るが同じく消息を絶っている神。第4巻ではこの神が遣わしているのが黒白院清羅であると判明し、その後、恋愛を司る神＝天上空だと判明する。
本人は恋を知らないのに恋愛を司り人間の恋愛を観察することが大好きな矛盾を抱えた存在。非常に傲慢で自己中心的な性格であり、奏が空を憎んだ後に空に恋に落ちるという極大の落差によって恋に麻痺した自分でも恋を知ることができるという非人道的な方法を実行にうつす非常識な神。自らが恋を知るためだけに「初恋を玩ばれた」というトラウマを奏に植え付け、自分と同じく奏が恋をできないようにした。
四葉紙 伊緒乃（しばかみ いおの）
第9巻にて奏のクラスに転校してきた女子生徒。容姿は天上空そっくりで、奏の絶対選択肢や神についても知っている。実は天上空が奏を苦しめるために創り出した存在。

### その他
権藤 大子（ごんどう だいこ）
声 - 古城門志帆
奏の隣の家に住んでいる49歳の巨体の女性。年に似合わず髪型はリボンをしたツインテールで、大きく口紅をつけている。奏に対し好意を抱いている。
アニメ版の第1話では、「権堂大子」とのクレジットになっている。
窓辺 みちる（まどべ みちる）
6巻より登場。奏が3年前（中学生時代）に両親と旅行をした際に利用した、アラブルトラベルのバスツアーのガイド。下品で常にテンションが高く、下ネタを巧みに使って絡んでくる。
天上 空（あまがみ そら）
6巻より登場。3年前の旅行（バスツアー）の際に奏が出会った少女。奏の初恋の相手。2度目に会った時は窓辺みちるに化けていた。奏に好意を抱かれていることを自覚し、彼の告白後に自身は奏をなんとも思っておらず、騙していたという真実を告げる。奏の好意を踏みにじり、彼に恋愛のトラウマを抱かせた元凶。その正体は奏に「絶対選択肢」の呪いをかけた神本人であり、チャラ神とも知り合い。本来は「恋愛を司る神」で、人間の恋愛行動を長きに渡り管理していた。他人の恋を見ても恋愛というものがうまく理解できず、恋愛について知るために奏をターゲットに選び、おもちゃのように弄んでいる。
ア・マグサ・ガナドゥール
因果変革体である彼が睡眠状態に入る毎に「表時間」と「裏時間」が繰り返され「裏時間」になると人類と敵対する「魔導獣」が一斉に攻めてくる。「魔導獣」には、既存の航空兵器や人型兵器の武装が全く通用しない。その「魔導獣」に対抗出来るのは、ガナドゥール氏が駆るロボット「エルドラオン」である。ガナドゥール氏は、甘草 奏と同用に呪いにかかっている。その為、神の僕としてショコラを使わせようとしたが、誤ってミラエリカをガナドゥールの世界に、送り込まれてしまった。オリジナルの僕は、彼女を合わせて一桁の数しかいない。
ミラエリカ
神の僕のオリジナルである彼女は、何でも出来る完璧な僕である。奏のいる世界(第49世界)に送られるはずだったが、神様の手違いで、ショコラと送られる世界が入れ違ってしまった。
山田アァ〜ン子
山田アッ!太郎の妹。
ジャンク
道楽宴の想い人。長らく失踪していた。
トモエ
甘草奏の中に存在していた絶対選択肢が擬人化した存在。

### アニメの登場人物
片恋ノゾミ（かたこい ノゾミ）
声 - 早見沙織
OVA（第11話）に登場。甘草奏が入り込んだ恋愛ゲーム『カタオモイ☆乙女』のメインヒロイン。最初のイベントで奏の選択肢により即フラグを折られる。なお主人公（プレイヤーキャラ）・運野命人（うんの めいと）役は奏が、それぞれのヒロインキャラである毒蝮サキ（どくまむしサキ）役は遊王子謳歌、星空ミルク（ほしぞらミルク）役は雪平ふらの、パルフェ役はショコラが担当した。
春原ヨウ（はるはら ヨウ）
声 - 村瀬歩
OVA（第11話）に登場。恋愛ゲーム『カタオモイ☆乙女』の主人公の親友キャラ。男子だが固有攻略ルートに入るとなぜか女子に変わる。入りこんだ世界ではなぜかゴツい体型の男だった。
ゲームナレーション
声 - 佐久間レイ
OVA（第11話）に登場。恋愛ゲーム『カタオモイ☆乙女』のナレーション。奏の絶対選択肢ほど厳しくなく、恋愛ゲームらしい選択肢を出す（読み上げる）。

## 用語
晴光学園（せいこうがくえん）
奏達の通う私立のマンモス共学校で、敷地がかなり広く1学年15クラスを擁する。1年に2回人気投票（ミス・ミスターコンテストのようなもの）が行われる。
表ランキング（おもてランキング）
晴光学園全校生徒からの人気・話題でトップまたはそれに次ぐ地位にいる生徒達。
お断り5（おことわりファイブ）
晴光学園での投票により「美形ではあるが行動や性格が問題で恋愛対象にならない」と判断された、残念な美男美女のトップ5人ずつ。裏ランキングとも言われる。
絶対選択肢（ぜったいせんたくし）
命名は甘草奏によるもの。日常生活の様々な場面で頭の中に音声でもなく文字でもない2択または3択（アニメでは4択もあった）の物理法則を無視した選択肢のことである。
人間から見た場合は｢呪い｣。「選択」という言葉を含むが、実質的に衆人環視の中でのエグい下ネタや奇声、嫌悪感を催すイベントの発生を強要するものである。他人に選択肢の存在を知られることはなく、選択を行わない限り基本的には消えることはない。選択をいつまでも選ばない場合、死ぬほど激しい頭痛に襲われることとなる。
ミッション
定期的に奏の携帯に届く、送信者不明の指令書。指定された時間と場所で、ある行動をとらねばならないと書かれているが、「絶対選択肢」を捨てるためには必須のことであるとされる。失敗すれば死ぬまで「絶対選択肢」を消せなくなる。

## 漫画版
俺の脳内選択肢が、学園ラブコメを全力で邪魔している
ウェブコミック配信サイト『ファミ通コミッククリア』（KADOKAWA エンターブレイン）2013年2月1日配信号より2015年5月1日配信号まで連載された。作画は一葵さやか。原作準拠でコミカライズされている。
俺の脳内選択肢が、学園ラブコメを全力で邪魔しているH
『月刊コンプティーク』（KADOKAWA 角川書店）2013年8月号（2013年7月10日発売）より2014年5月号（2014年4月10日発売）まで連載された。作画は長谷見亮。原作のスピンオフ作品で、独自設定として、奏が「もし、選択肢のもう片方を選んでいたら」という「隠しルート」が設けられ、物語の終盤でヒロインがエッチなオチに至るのが慣例となっている。

## 既刊一覧

### 小説
- 春日部タケル（著）・ユキヲ（イラスト）、角川書店→KADOKAWA〈角川スニーカー文庫〉、全13巻
  - 『俺の脳内選択肢が、学園ラブコメを全力で邪魔している』、2012年2月1日初版発行（1月31日発売[11]）、ISBN 978-4-04-100181-3
  - 『俺の脳内選択肢が、学園ラブコメを全力で邪魔している 2』、2012年6月1日初版発行（5月31日発売[12]）、ISBN 978-4-04-100307-7
  - 『俺の脳内選択肢が、学園ラブコメを全力で邪魔している 3』、2012年11月1日初版発行（10月31日発売[13]）、ISBN 978-4-04-100541-5
  - 『俺の脳内選択肢が、学園ラブコメを全力で邪魔している 4』、2013年4月1日初版発行（3月30日発売[14]）、ISBN 978-4-04-100720-4
  - 『俺の脳内選択肢が、学園ラブコメを全力で邪魔している 5』、2013年7月1日初版発行（同日発売[15]）、ISBN 978-4-04-100891-1
  - 『俺の脳内選択肢が、学園ラブコメを全力で邪魔している 6』、2013年10月1日初版発行（同日発売[16]）、ISBN 978-4-04-101022-8
  - 『俺の脳内選択肢が、学園ラブコメを全力で邪魔している 7』、2014年2月1日初版発行（同日発売[17]）、ISBN 978-4-04-101197-3
  - 『俺の脳内選択肢が、学園ラブコメを全力で邪魔している 8』、2014年6月1日初版発行（同日発売[18]）、ISBN 978-4-04-101432-5
    - 『俺の脳内選択肢が、学園ラブコメを全力で邪魔している 8 Blu-ray付き同梱版』、2014年5月26日発売[19]、ISBN 978-4-04-101053-2

  - 『俺の脳内選択肢が、学園ラブコメを全力で邪魔している 9』、2014年10月1日初版発行（同日発売[20]）、ISBN 978-4-04-101697-8
  - 『俺の脳内選択肢が、学園ラブコメを全力で邪魔している 10』、2015年4月1日初版発行（同日発売[21]）、ISBN 978-4-04-101696-1
  - 『俺の脳内選択肢が、学園ラブコメを全力で邪魔している 11』、2015年8月1日初版発行（同日発売[22]）、ISBN 978-4-04-103541-2
  - 『俺の脳内選択肢が、学園ラブコメを全力で邪魔している 11.5』、2016年1月1日初版発行（同日発売[23]）、ISBN 978-4-04-103956-4
  - 『俺の脳内選択肢が、学園ラブコメを全力で邪魔している 12』、2016年2月1日初版発行（同日発売[24]）、ISBN 978-4-04-103542-9

### 漫画
- 春日部タケル（原作）・ユキヲ（キャラクター原案）・一葵さやか（作画） 『俺の脳内選択肢が、学園ラブコメを全力で邪魔している』 エンターブレイン→KADOKAWA〈ファミ通クリアコミックス〉、全5巻
  1. 2013年7月13日発売[25]、ISBN 978-4-04-729029-7
  2. 2013年10月15日発売[26]、ISBN 978-4-04-729205-5
  3. 2014年6月13日発売[27]、ISBN 978-4-04-729695-4
  4. 2014年11月15日発売[28]、ISBN 978-4-04-730061-3
  5. 2015年6月15日発売[29]、ISBN 978-4-04-730555-7
- 春日部タケル（原作）・ユキヲ（キャラクター原案）・長谷見亮（作画） 『俺の脳内選択肢が、学園ラブコメを全力で邪魔しているH』 エンターブレイン→KADOKAWA〈角川コミックス・エース〉、全2巻
  1. 2013年10月26日発売[30]、ISBN 978-4-04-120876-2
  2. 2014年5月26日発売[31]、ISBN 978-4-04-101740-1

## テレビアニメ

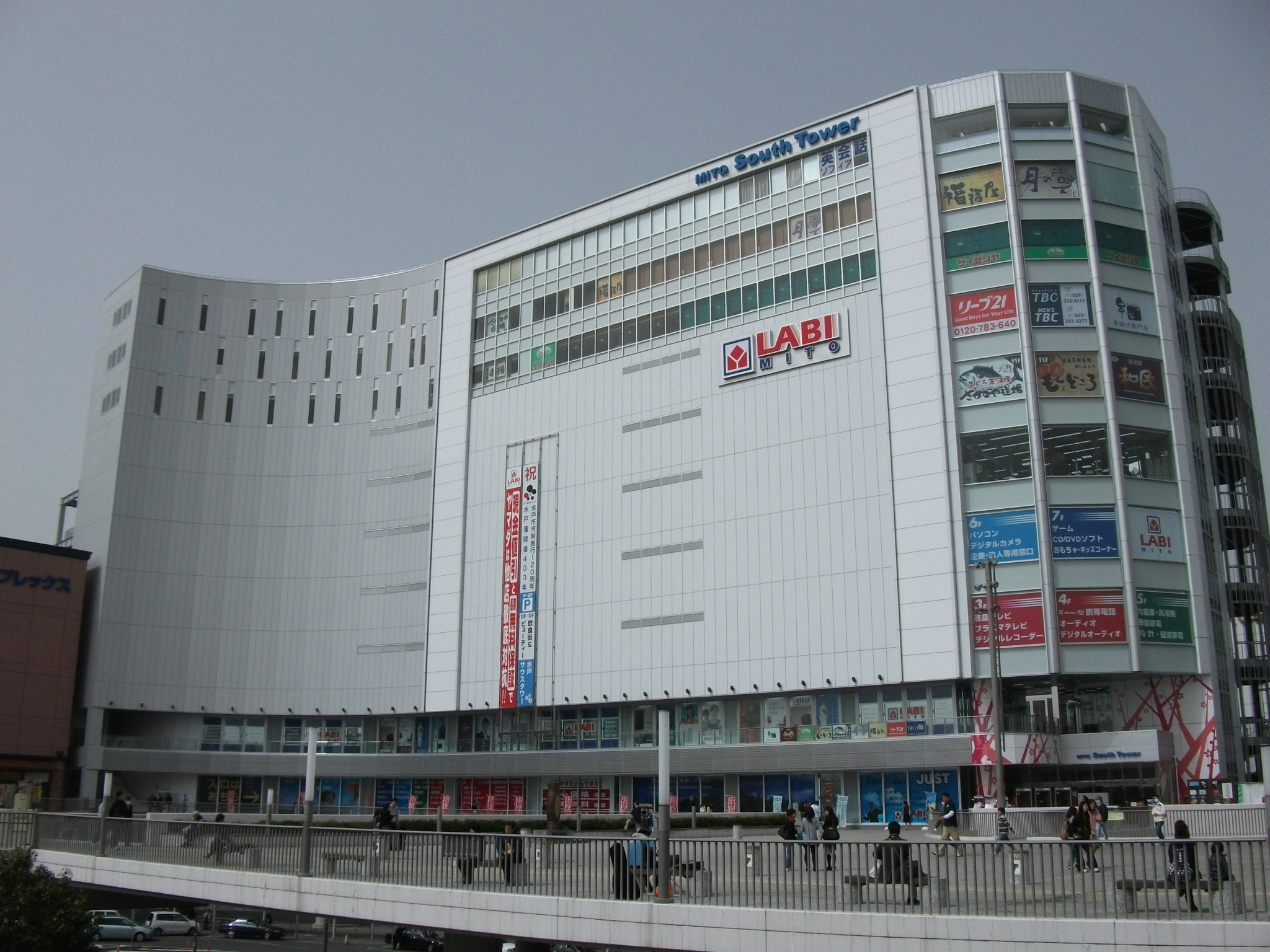
テレビアニメ第1話に登場する水戸サウスタワー

2013年10月から12月にかけて放送された。原作の第3巻までがアニメ化されている。全10話。ナレーションと絶対選択肢を告げる声は中田譲治が、次回予告のナレーションはアフィリア・サーガのメンバーがそれぞれ担当している。Cパートでは、違う選択肢を選んでいた場合の結末が描かれた。
2014年5月27日には、テレビ未放送の第11話が収録されたBD付き原作第8巻限定版が発売された。

### スタッフ
- 原作 - 春日部タケル（角川スニーカー文庫刊）[32]
- 監督 - 稲垣隆行[32]
- シリーズ構成 - 金杉弘子[32]
- キャラクター原案 - ユキヲ[32]
- キャラクターデザイン・総作画監督 - 齊田博之[32]
- キーアニメーター - 野田康行[32]、原由美子[32]
- 美術監督 - 阿部行夫[32]
- 色彩設計 - 上村修司[32]
- 撮影監督 - 伊藤康行[32]
- 編集 - 岡祐司[32]
- 音楽 - sakai asuka[32]
- 音楽プロデューサー - 金谷雄文[32]、村上純[32]
- 音響監督 - 山口貴之[32]
- 音楽制作 - 5pb.Records[32][注 8]
- プロデューサー - 五味健次郎[32]
- アニメーションプロデューサー - せきやまあきひろ[32]
- アニメーション制作 - ディオメディア[32]
- 製作 - のうコメ製作委員会

### 主題歌
オープニングテーマ「S・M・L☆」
作詞 - 桃井はるこ / 作曲 - 濱田幹浩 / 編曲 - MACARONI☆ / 歌 - アフィリア・サーガ
第10話ではエンディングで使用。
エンディングテーマ「太陽と月のCROSS」
作詞 - Ryoko / 作曲・編曲 - 野村勇輔 / 歌 - TWO-FORMULA（藏合紗恵子,佐土原かおり）
第10話ではオープニングで使用。

### 各話リスト
各話のサブタイトルは、Aパート開始時に数個の候補が挙げられた上で選択される。太字が選択された選択肢。サブタイトルの数字は放送や公式サイトでは丸数字で表示されているが、本項ではWP:JPE#丸数字に沿い、丸数字を表示できない環境も考慮して数字と括弧で代用するものとする。
| 話数         | サブタイトル                                                                                             | 脚本           | 絵コンテ       | 演出     | 作画監督                                                     |
| ------------ | --- | -------------- | -------------- | -------- | ------------------------------------------------------------ |
| 第1話        | （1）甘草奏の甘くない日常 （2）甘草奏の臭くない納豆                                                      | 金杉弘子       | 稲垣隆行       | 稲垣隆行 | 空流辺広子                                                   |
| 第2話        | （1）秘技あり!ブタックジョークで笑わせろ! （2）異議あり!ブタック裁判                                     | 金杉弘子       | 稲垣隆行       | 前島健一 | 徳川恵梨、鈴木伸一                                           |
| 第3話        | （1）がーるず&ぱんちらー （2）男物でもパンツが見たい?                                                    | あおしまたかし | 森脇真琴       | 森脇真琴 | 川島尚、國行由里江 松尾真彦                                  |
| 第4話        | （1）ハーレムはスバラC! （2）世界で一番キモチE!                                                          | 山口宏         | 稲垣隆行       | 橋口洋介 | 熊膳貴志                                                     |
| 第5話        | （1）妹、あらわる （2）胃、もたれる                                                                      | 金杉弘子       | 所俊克         | 所俊克   | 松尾真彦、梶浦紳一郎 岡本圭一郎、嵩本樹 西田美弥子、玉木慎吾 |
| 第6話        | （1）トラトラトラ! （2）ぶたぶたぶた!                                                                    | あおしまたかし | こでらかつゆき | 安藤健   | 岡本達明、上野卓志 Kim Hee gang、Kim Dae Hoon                |
| 第7話        | （1）清羅出撃! （2）清羅、服を脱がさないで                                                               | 山口宏         | 沖田宮奈       | 高島大輔 | 山崎輝彦、飯飼一幸 加藤里香、萩尾圭太                        |
| 第8話        | （1）俺の居候がこんなに賢いはずがない!? （2）俺の一物がこんなに凄いはずがない!?                          | 金杉弘子       | 森脇真琴       | 森脇真琴 | 小菅和久、西田美弥子                                         |
| 第9話        | （1）ドキッ!美少女だらけの水泳大会 （2）ムキッ!アニキだらけの筋肉大会 （3）土器っ!縄文式だらけの発掘大会 | あおしまたかし | 福田道生       | 本多美乃 | 國行由里江、玉木慎吾 嵩本樹、佐藤友子                        |
| 第10話       | （1）人生は、選択の連続である （2）人生は、洗濯の連続である                                              | 金杉弘子       | 稲垣隆行       | 山本靖貴 | 松尾真彦、嵩本樹 中谷亜沙美、徳永さやか                      |
| 第11話 (OVA) | （1）カタオモイ☆乙女 （2）肩重い☆トメ （3）片方ゲイ☆片方ホモ                                             | 金杉弘子       | 稲垣隆行       | 稲垣隆行 | 川島尚、冨谷美香                                             |

### 放送局
| 放送期間                  | 放送時間                     | 放送局       | 対象地域 | 備考                  |
| ------------------------- | ---------------------------- | ------------ | -------- | --------------------- |
| 2013年10月10日 - 12月12日 | 木曜 1:00 - 1:30（水曜深夜） | TOKYO MX     | 東京都   |                       |
|                           | 木曜 2:00 - 2:30（水曜深夜） | サンテレビ   | 兵庫県   |                       |
|                           | 木曜 2:40 - 3:10（水曜深夜） | TVQ九州放送  | 福岡県   |                       |
| 2013年10月11日 - 12月13日 | 金曜 1:45 - 2:15（木曜深夜） | 岐阜放送     | 岐阜県   |                       |
|                           | 金曜 2:20 - 2:50（木曜深夜） | 三重テレビ   | 三重県   |                       |
| 2013年10月12日 - 12月14日 | 土曜 3:00 - 3:30（金曜深夜） | BS11         | 日本全域 | BS放送 / 『ANIME+』枠 |
| 2013年10月14日 - 12月16日 | 月曜 0:30 - 1:00（日曜深夜） | テレビ埼玉   | 埼玉県   |                       |
|                           |                              | 千葉テレビ   | 千葉県   |                       |
|                           |                              | テレビ神奈川 | 神奈川県 |                       |

| 配信期間                  | 配信時間        | 配信サイト    |
| ------------------------- | --------------- | ------------- |
| 2013年10月14日 - 12月16日 | 月曜 12:00 更新 | dアニメストア |

### BD / DVD
| 巻 | 発売日         | 収録話         | 規格品番  | 規格品番   | 規格品番   |
| 巻 | 発売日         | 収録話         | BD        | DVD限定版  | DVD通常版  |
| -- | -------------- | -------------- | --------- | ---------- | ---------- |
| 1  | 2013年12月27日 | 第1話 - 第2話  | KAXA-7001 | KABA-10191 | KABA-10196 |
| 2  | 2014年1月31日  | 第3話 - 第4話  | KAXA-7002 | KABA-10192 | KABA-10197 |
| 3  | 2014年2月28日  | 第5話 - 第6話  | KAXA-7003 | KABA-10193 | KABA-10198 |
| 4  | 2014年3月28日  | 第7話 - 第8話  | KAXA-7004 | KABA-10194 | KABA-10199 |
| 5  | 2014年4月25日  | 第9話 - 第10話 | KAXA-7005 | KABA-10195 | KABA-10200 |

### Webラジオ
『晴光学園放送部によるお昼の校内放送番組「晴光デイクラッシュ」』のタイトルで、2013年10月30日よりHiBiKi Radio Stationにて配信中。隔週水曜更新。パーソナリティはアフィリア・サーガ。